# New Auburn (Minnesota)
New Auburn – miasto w Stanach Zjednoczonych, w stanie Minnesota, w hrabstwie Sibley.